# Lac de Bourgas

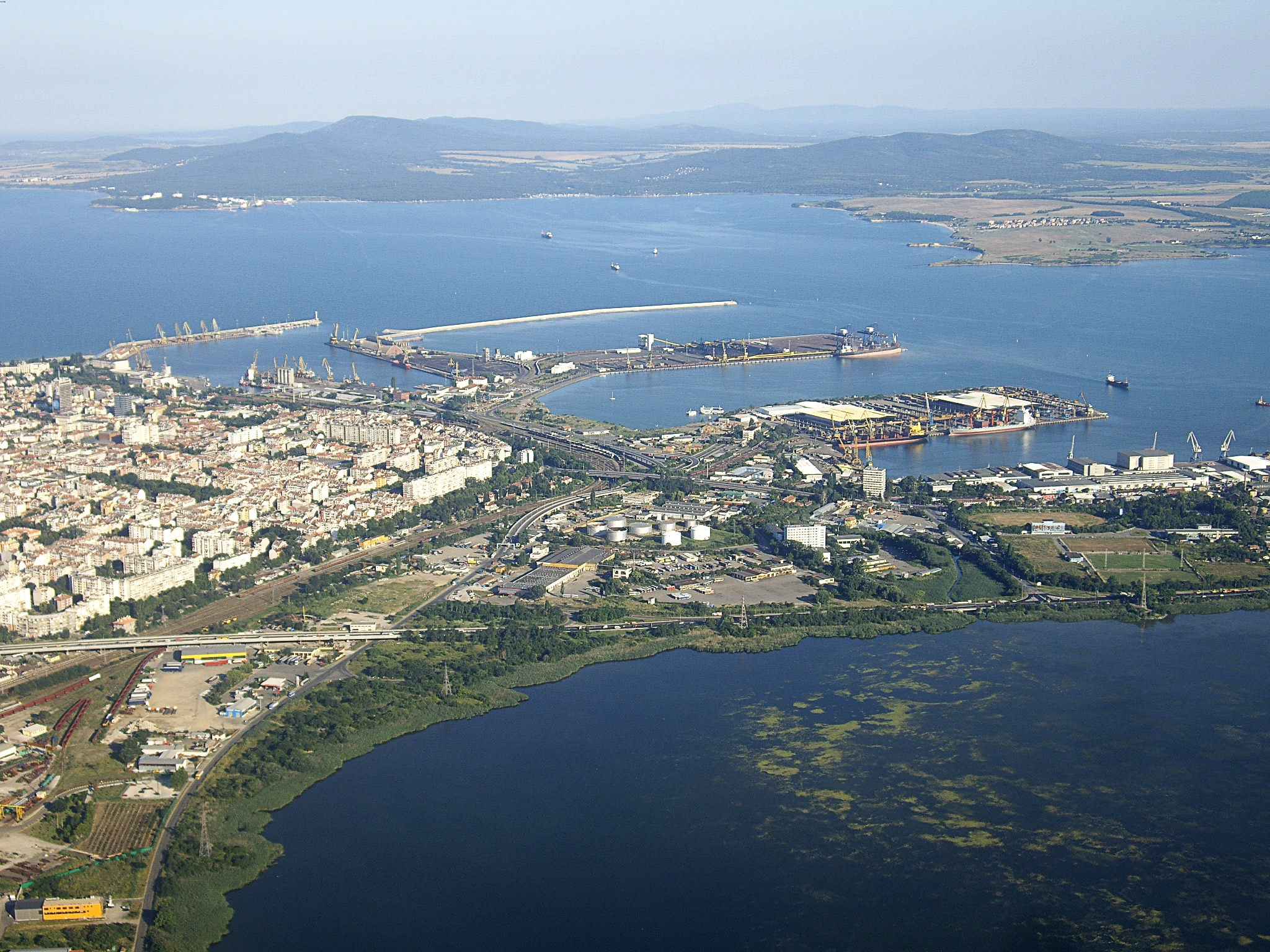
Le liman (au premier plan) dans sa partie contiguë à la mer Noire.

Le lac de Bourgas (en bulgare : Бургаско езеро, Burgasko ezero) ou lac Vaya (езеро Вая, ezero Vaya), situé près de la mer Noire, à l'est de la ville de Bourgas, est le plus grand liman de Bulgarie. Cette lagune dont la pollution et l'eutrophisation étaient devenues aigües depuis les années 1970 au moins, fait l'objet de programmes de restauration environnementale, dans le cadre de la Convention de Bucarest.